# Ангел Карахордиев
Ангел Костов Карахордиев е български офицер, полковник.

## Биография
Роден е на 15 април 1859 г. във Велес. Между 1879 и 1881 г. учи в Кавалерийското юнкерско училище в Елисаветград. От 1881 г. служи в артилерийски полк. През 1885 г. е назначен за адютант на командира на втори артилерийски полк. Между 1886 и 1894 г. работи в Артилерийското управление като началник на строево-домакинското отделение. От 1893 г. е командир на първа резерва батарея, а от 1902 г. е командир на второ планинско артилерийско отделение. Към 1904 г. е командир на четвърти артилерийски полк. Бил е командир на седми артилерийски полк. Излиза в запас през 1910 г. По време на Балканските войни работи в Тиловото управление на армията. Умира на 10 януари 1929 г.

## Военни звания
- Подпоручик (8 септември 1881)
- Поручик (30 август 1884)
- Капитан (30 август 1886)
- Майор (1890)
- Подполковник (1894)
- Полковник (1904)